# General Güemes (departement van Salta)
General Güemes is een departement in de Argentijnse provincie Salta. Het departement (Spaans:  departamento) heeft een oppervlakte van 2.365 km² en telt 42.255 inwoners.

## Plaatsen in departement General Güemes
- Betania
- Cabeza de Buey
- Campo Santo
- Cobos
- Cruz Quemada
- El Bordo
- El Salto
- General Güemes
- Km. 1094
- Las Mesitas
- Los Sauces
- Palomitas
- Virgilio Tedin